# Les Grands Ballets de Tahiti
 (décembre 2019).
Si vous disposez d'ouvrages ou d'articles de référence ou si vous connaissez des sites web de qualité traitant du thème abordé ici, merci de compléter l'article en donnant les références utiles à sa vérifiabilité et en les liant à la section « Notes et références ».
Les Grands Ballets de Tahiti sont une troupe polynésienne de danse mêlant traditionnel et contemporain établie à Tahiti en Polynésie française. La danse tahitienne est communément appelée le tamure.
Fondés en 1998, ils comptent 25 danseuses, 20 danseurs, 20 musiciens et 6 chanteurs-choristes.
Les Grands Ballets de Tahiti n'ont jamais participé à aucun concours de danse car leurs créations sont extrêmement libres et n'entrent pas dans le cadre des règlements des concours qui se déroulent à Tahiti.
Afin de préserver leur liberté de créer, les chorégraphes de la troupe se situent délibérément en marge de la création traditionnelle.
Affichant une volonté d'être au-delà du folklore, leur dernière création (septembre 2006) appartient davantage au genre comédie musicale et est directement inspirée, de leur propre aveu, du Cirque du Soleil.
La qualité de l'exécution ouvre la voie à une professionnalisation de la danse tahitienne.